# Пантелей (община)
Пантелей (серб. Пантелеј) — городская община в Сербии, входит в общину Ниш.
Население общины составляет 43 371 человек (2007 год), плотность населения составляет 317 чел./км². Занимаемая площадь — 137 км², из них 67,7 % используется в промышленных целях.
Административный центр общины — город Ниш. Община Пантелей состоит из 14 населённых пунктов, средняя площадь населённого пункта — 9,8 км².

## Статистика населения общины
| Год  | Население, чел. |
| ---- | --------------- |
| 1991 | нет данных      |
| 2001 | нет данных      |
| 2002 | нет данных      |
| 2003 | нет данных      |
| 2004 | нет данных      |
| 2005 | 42 719          |
| 2006 | 43 069          |
| 2007 | 43 371          |